# Skala TT
Skala TT eller spor TT er modeltog i størrelsesforholdet 1:120 og som standard med sporvidden 12 mm.
TT er en forkortelse for det engelske Table Top, der betyder bordplade, men som her skal forstås som, at det passer på et bord. Pladsbehovet er mindre end ved skala H0 (1:87), men skalaen er modsat større end skala N (1:160), hvilket giver mulighed for flere detaljer end ved denne. På tysk omtales skala TT derfor også gerne som Spur der Mitte, sporet i midten.

## Historie
Skala TT blev udviklet i USA i 1946 af ingeniøren Hal Joyce fra Indiana og solgt gennem det af ham i 1945 grundlagte firma H. P. Products. Det blev efterfølgende særligt populært i Østeuropa. I det daværende Vesttyskland blev skalaen ganske vist også udbredt af firmaet Rokal, men efter dets konkurs i slutningen af 1960'erne uddøde skala TT praktisk taget der. På den anden side af jerntæppet i DDR havde Zeuke & Wegwerth mere held med at udbrede skalaen både der og til andre østeuropæiske lande og nåede op på at beskæftige over 800 medarbejdede i Berlin. I 1972 blev firmaet overtaget af staten og blev efterfølgende til VEB Berliner TT-Bahnen (BTTB). Efter murens fald i 1989 blev BTTB overtaget af den gamle ejer Zeuke og efter konkurs i 1993 af det sassiske firma Tillig, der i dag er den største producent til denne skala. Undervejs har Tillig også sat gang i årlige klubmøde og andre arrangementer i Tyskland og Tjekkiet. Dertil kommer så en række andre producenter, der er med til at udbrede skalaen.
Efter murens fald udlignede markedsandelene i de nu tidligere Vest- og Østtyskland sig langsomt, hvilket for skala TT betød en massiv tilbagegang i markedsandel fra 34,2 til 25,5 % i øst og modsat en fremgang fra 2,8 til 6,7 % i vest alene mellem 2004 og 2006. Den samlede andel gik fra 7,2 til 7,3 % eller praktisk taget det samme.
På det tekniske plan er årene heller ikke gået sporløst hen over skala TT. I 2006 præsenterede Tillig således en ny driftssikker kobling til erstatning for den gamle bøjlekobling fra 1980'erne, der ikke havde meget med virkeligheden at gøre. Digitalteknikken har også holdt sit indtog, med alt hvad det indebærer af flertogsstyring, lys- og lydfunktioner.

## Sporvidder
Den europæiske organisation MOROP har fastsat nedenstående sporvidder for skala TT i sine NEM-normer. Sporvidden 9 mm er i øvrigt den samme, der bruges til normalspor i skala N, mens 6,5 mm bruges til skala Z (1:220) og 3 mm til skala T (1:450).
| Skala     | Betegnelse             | Sporvidde i model | Sporvidde i virkeligheden | Dækker sporvidderne      |
| --------- | ---------------------- | ----------------- | ------------------------- | ------------------------ |
| TT        | Normalspor             | 12 mm             | 1435 mm                   | fra 1250 mm til 1700 mm  |
| TTm       | Meterspor              | 9 mm              | 1000 mm                   | fra 850 mm til < 1250 mm |
| TTe       | Smalspor               | 6,5 mm            | 0750 mm, 760 mm og 800 mm | fra 650 mm til < 850 mm  |
| TTi (TTf) | Smalspor               | 4,5 mm            | 0500 mm og 600 mm         | fra 400 mm til < 650 mm  |
| TTp       | Parkjernbane (Dresden) | 3 mm              | 0381 mm                   | 300 mm til 400 mm        |

## Producenter
Fuldt sortiment i skala TT finder man hos de tyske producenter Tillig og Kuehn. Dertil kommer så et mindre udbud af rullende materiel fra andre producenter som Roco, Piko, Brawa, Arnold og Heris Modelleisenbahn. Også Fleischmann har været aktiv på markedet men opgav det grundet ringe efterspørgsel.
Roco har været aktiv indenfor skala TT siden 1998, først med enkelte modeller af lokomotiver og vogne, og fra 2008 i forstærket omfang. Her kan f.eks. nævnes det østtyske diesellokomotiv V 200 og de tyske damplokomotiver Baureihe 44 og 18 201, den tjekkiske T478.3 og den prøjsiske P 8. Også Piko, der gik ind på markedet i 2006, udvider til stadighed, f.eks. med ellokomotiverne Baureihe 151 og 182, togsættet ICE 3 og diesellokomotivet G 1206. Arnold, der ellers mest er kendt fra skala N, har lavet enkelte modeller og tilbehør til skala TT siden 1990'erne. Endnu en producent er Kuehn-Modell, der fra 2006 er kommet på markedet med modeller i høj kvalitet som f.eks. de vesttyske ellokomotiver E 10/E 40 og E 03, de østtyske E 11/E 42 og nutidens Baureihe 185. Derudover tilbyder Kühn tilbyder komponenter til digitalteknik og elektronisk tilbehør og har desuden et eget sporsystem.
Blandt de mindre producenter er firmaet KRES fra Fraureuth i Sachsen stærkt repræsenteret med forskellige dieselmotorvogne, togsæt og dobbeltdækkervogne. Dertil kommer en række småserieproducenter som f.eks. Fa. PMT, Modist, Schirmer eller Beckmann TT, der er med til at berige markedet for skala TT.
Når det gælder bygninger, er det derimod kun Auhagen, der har et større udbud i skala TT. Firmaet laver også modeller i størrelsesforholdet 1:100, der med lidt god vilje kan bruges til både skala TT og skala H0.